# Drew Brees

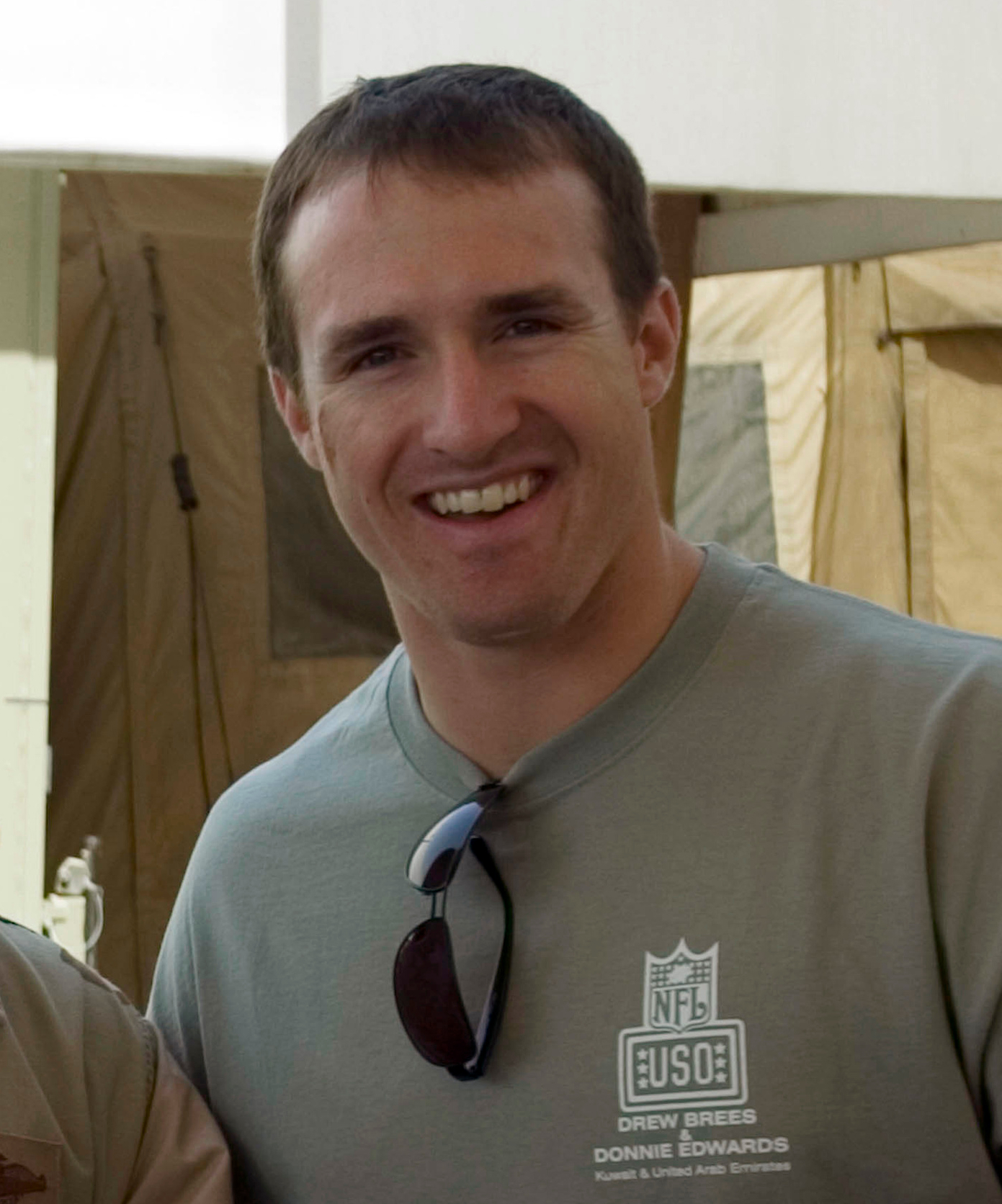
Andrew Christopher Brees

Andrew Christopher Brees, cunoscut mai ales ca Drew Brees (n. 15 ianuarie 1979, Austin, Texas, SUA) este un fost jucător american de fotbal american, care a evoluat pe postul de quarterback pentru echipa New Orleans Saints, între anii 2006 și 2020. În sezonul 2009 din NFL, Brees a condus pe Saints spre victorie în Super Bowl, fiind și desemnat MVP-ul finalei.